# 일등석

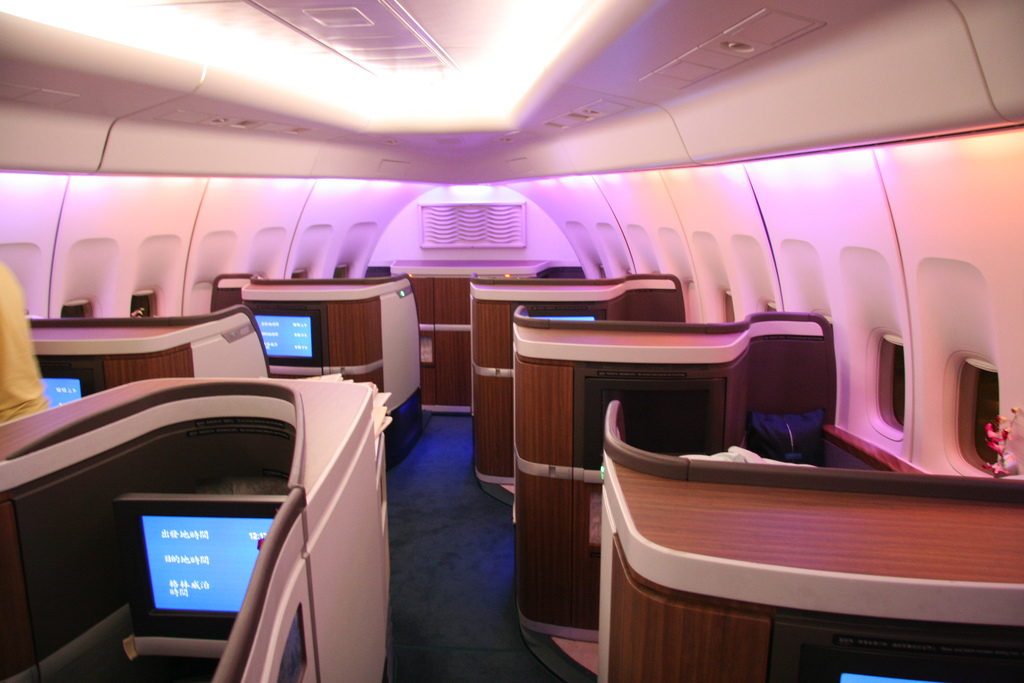
캐세이퍼시픽 보잉 747-400의 일등석

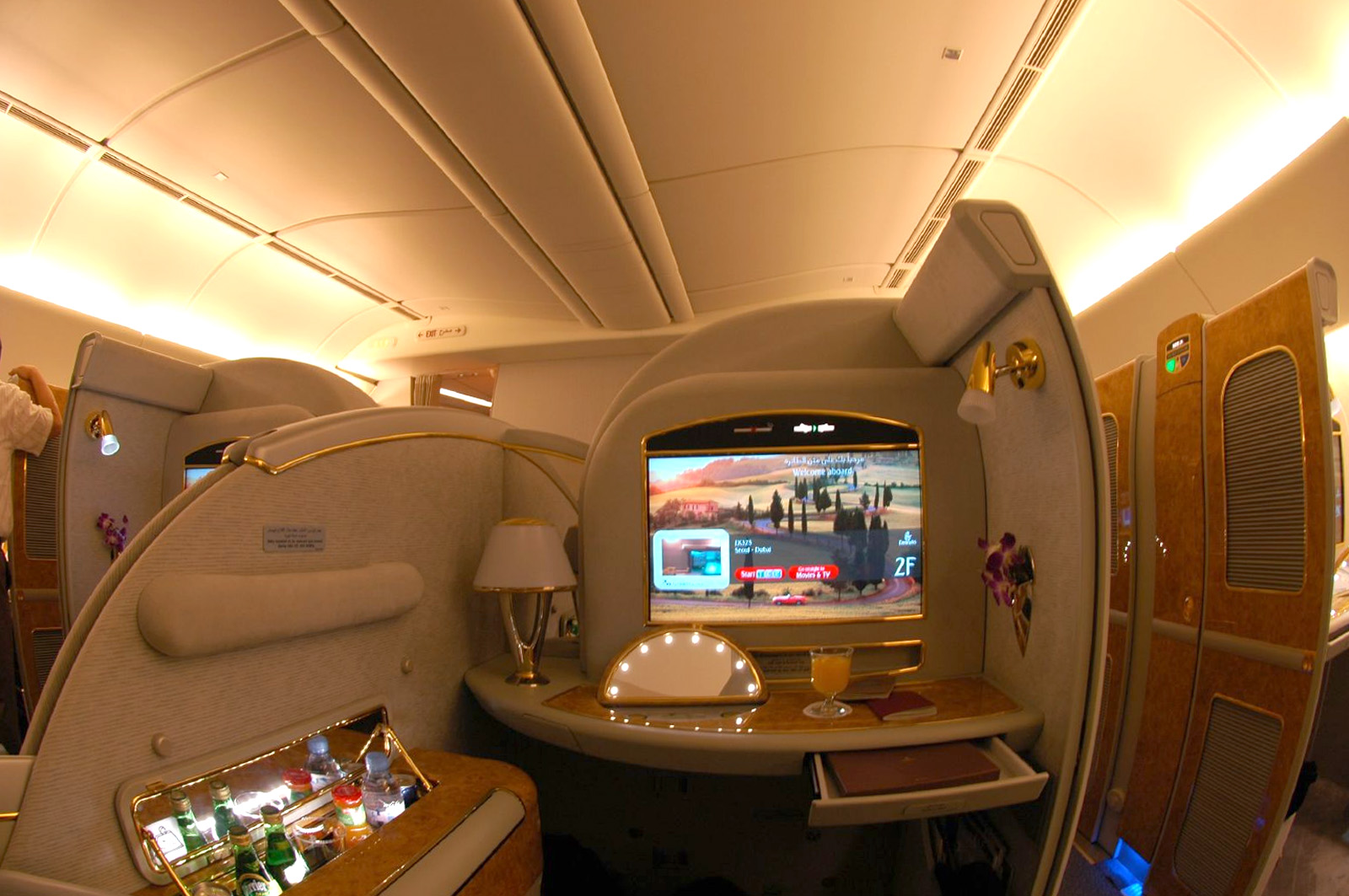
에미레이트 항공 보잉 777-200LR의 일등석

일등석(一等席) 또는 퍼스트 클래스(First Class)는 철도 교통, 비행기 등에서 최상급 객석이자 서비스이다. 보통 비즈니스 클래스와 이코노미 클래스에 운임이 비싼 반면, 서비스는 최상급이다.

## 같이 보기
- 이코노미 클래스
- 비즈니스 클래스